# Moldova 1

Логотип телеканал 2010-2016 годов

«Moldova 1» — молдавский общественный телеканал. Входит в состав ТРК «Телерадио-Молдова».

## История
Работы для установки антенны эфирного вещания начались в сентябре 1957 года и были завершены три месяца спустя. Начал вещание 30 апреля 1958 года в 19:00, под названием МТВ (Молдавское телевидение) в качестве "республиканского окна" Первой программы ЦТ, в 1970-1980-е гг. стал вещать на отдельной частоте как Молдавская программа (3 телеканал). В 1992 году переведён на 1 телеканал. В начале 2000-х годов получил название «Moldova 1»

## Программы
В советское время молдавская телестудия готовила циклы передач «Молдова Советикэ», «Коммунист и пятилетка», «Продовольственная программа — дело всех и каждого», «Объектам здравоохранения — повседневное внимание», «Наши знания — сила и оружие», «В труде прекрасен человек»; юношеские циклы «Молодёжная волна», «На линейку», «Встреча с профессией»; детские передачи «Мультлото», «Светофор», «У нас в гостях журнал „Стелуца“», «Мир глазами детей»; научно-познавательные передачи «Современная наука», «Педагогический экран», «Рассказы о профессиях», «Здоровье»; литературно-драматические и музыкальные программы «Писатель, книга, читатель», «Художник и время», «Поэзия», «В мире искусств», «Театр миниатюр», «Мастера сцены», «Встреча с музыкой», «Музыкальная витрина». Регулярно показываются Конкурс песни Евровидение, чемпионаты мира и чемпионаты Европы по футболу, Лига чемпионов УЕФА и Олимпийские игры.